# Лёделанж
Лёделанж (люкс. Leideleng, фр. Leudelange) — коммуна в Люксембурге, располагается в округе Люксембург. Коммуна Лёделанж является частью кантона Эш-сюр-Альзетт. В коммуне находится одноимённый населённый пункт.
Население составляет 2032 человек (на 2008 год), в коммуне располагаются 819 домашних хозяйств. Занимает площадь 13,57 км² (по занимаемой площади 92 место из 116 коммун). Наивысшая точка коммуны над уровнем моря составляет 359 м. (89 место из 116 коммун), наименьшая 276 м. (85 место из 116 коммун).

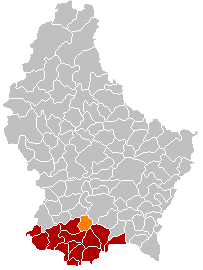
Оранжевый цвет - коммуна Лёделанж, красный - кантон Эш-сюр-Альзетт.